# 羅斯代爾鎮區 (明尼蘇達州馬諾門縣)
羅斯代爾鎮區（英語：Rosedale Township）是位於美國明尼蘇達州馬諾門縣的一個行政鎮區。

## 地方資料
羅斯代爾鎮區的面積為94.01平方千米，當中陸地面積為90.98平方千米，而水域面積為3.03平方千米。根據2020年美國人口普查的數據，當地共有人口130人，而人口密度為每平方千米1.38人。